# Olha Dwirna
Olha Iwaniwna Dwirna (ukr. Ольга Іванівна Двірна), po mężu Kostiecka (ros. Ольга Ивановна Двирна (Костецкая), Olga Iwanowna Dwirna, ur. 11 lutego 1953 w Wasiutyncach) – radziecka lekkoatletka pochodzenia ukraińskiego, biegaczka średniodystansowa, mistrzyni Europy z 1982. W czasie swojej kariery reprezentowała Związek Radziecki.

## Kariera sportowa
Zdobyła brązowy medal w biegu na 1500 metrów oraz zajęła 6. miejsce w sztafecie 4 × 400 metrów na mistrzostwach Europy juniorów w 1970 w Paryżu.
Zajęła 26. miejsce w mistrzostwach świata w biegach przełajowych w 1976 w Chepstow (drużyna ZSRR zdobyła wówczas złoty medal, ale miejsce Dwirnej nie było liczone do klasyfikacji).
Zdobyła srebrne medale w biegu na 800 metrów i biegu na 1500 metrów na letniej uniwersjadzie w 1979 w Meksyku. Na kolejnej letniej uniwersjadzie w 1981 w Bukareszcie wywalczyła brązowy medal w biegu na 1500 metrów.
Zwyciężyła w biegu na 1500 metrów na mistrzostwach Europy w 1982 w Atenach, wyprzedzając swą koleżankę z reprezentacji ZSRR Zamirę Zajcewą i Gabriellę Dorio z Włoch.
Dwirna była mistrzynią Związku Radzieckiego w biegu na 1500 metrów w 1978 i 1982, w biegu przełajowym na 2 kilometry w 1972 oraz sztafecie 4 × 800 metrów w 1978, a także wicemistrzynią w biegu na 1500 metrów w 1975 oraz brązową medalistką na tym dystansie w 1976 i 1979. W hali była mistrzynią ZSRR w biegu na 3000 metrów w 1983, wicemistrzynią w biegu na 1500 metrów w 1974 i 1980 oraz w biegu na 3000 metrów w 1976, a także brązową medalistką w biegu na 1500 metrów w 1971 i 1972.

## Rekordy życiowe
Olga Dwirna miała następujące rekordy życiowe:
- bieg na 800 metrów – 1:56,9 (21 sierpnia 1982, Podolsk)
- bieg na 1000 metrów – 2:31,65 (1 sierpnia 1982, Ateny)
- bieg na 1500 metrów – 3:54,23 (27 lipca 1982, Kijów)
- bieg na 3000 metrów – 8:36,40 (30 maja 1982, Soczi)